# Santa Teresa de los Muchachos
Santa Teresa de los Muchachos är en ort i Mexiko.   Den ligger i kommunen Saltillo och delstaten Coahuila, i den centrala delen av landet, 700 km norr om huvudstaden Mexico City. Santa Teresa de los Muchachos ligger 1 725 meter över havet och antalet invånare är 429.
Terrängen runt Santa Teresa de los Muchachos är kuperad åt nordväst, men åt sydost är den platt. Runt Santa Teresa de los Muchachos är det ganska tätbefolkat, med 111 invånare per kvadratkilometer. Närmaste större samhälle är General Cepeda, 18,4 km nordväst om Santa Teresa de los Muchachos. Omgivningarna runt Santa Teresa de los Muchachos är i huvudsak ett öppet busklandskap.